# Tétrode à faisceau dirigé

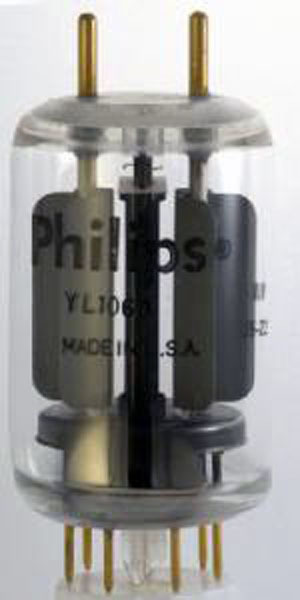
Double tétrode QQE 06/40

La tétrode à faisceau dirigé est un tube électronique, dérivé de la pentode. Ce composant électronique est généralement utilisé pour amplifier un signal.

## Conception
Le problème des émissions secondaires du tube tétrode fut résolu par Philips/Mullard en introduisant une grille d'arrêt obtenant ainsi la pentode. Cependant, dans les applications audio, la distorsion harmonique, bien que plus faible que celle de la triode, était essentiellement constituée d'harmoniques impairs, conférant au son produit un côté dur et peu musical. Certaines firmes (dont RCA) se mirent au travail pour trouver une solution. La tétrode à faisceau dirigé est née de ces recherches. La première fut la célèbre 6L6, utilisée encore aujourd'hui aussi bien en HiFi "audiophile" qu'en amplification de guitare.
En Angleterre, EMI, via MOV contourna le brevet RCA en concevant des pentode dont:
- La grille écran et la grille d'arrêt furent enroulées selon le même pas et disposées en alignement.
- En plaçant la grille d'arrêt a la distance critique.

La célèbre EL34 reprendra ce principe en 1954, et sous son équivalent américain 6CA7 se cachera souvent une tétrode à faisceau dirigé!

### Avantages
Cette conception présente les avantages suivants par rapport à la pentode :
- Le courant de la grille écran est égal à environ 5-10 % du courant anodique, alors qu'il est de 20 % pour la pentode. Cela permet un meilleur rendement du tube.
- Il y a beaucoup moins de distorsions d'harmoniques trois par rapport à la pentode.

### Inconvénients
Cette conception présente les inconvénients suivants par rapport à la pentode :
- Elle présente une plus grande distorsion d'intermodulation. Ce défaut peut être éliminé par une contre-réaction, ou en utilisant un pilotage « ultra linéaire » des tubes (push-pull réalisé par la connexion des grilles écran sur une portion du bobinage du transformateur de sortie alimentant les anodes).
- Elle nécessite plus d'amplitude pour la tension de pilotage de la grille de contrôle.
- Elle présente une plus grande tendance à osciller en cas de mauvaise conception du montage dans lequel elle est utilisée.

## Développement
La société MOV considérait ce type de tube comme étant trop difficile à réaliser seul et conclut un contrat de développement avec la RCA. La RCA ayant les ressources nécessaires pour concevoir un tube utilisable à partir des produits brevetés, le résultat étant la célèbre 6L6 qui en outre disposait de deux électrodes réunies à la cathode et permettant de diriger le faisceau d'électrons. Un nombre important de tétrodes à faisceau dirigé ont été mises sur le marché car le rendement est meilleur que celui de la pentode. Dans le domaine audio, les meilleurs exemples sont les KT66 et KT88 produites par MOV ; les tubes de ce type sont toujours fabriqués aujourd'hui.
Il est intéressant de remarquer qu'aujourd'hui de nombreux tubes caractérisés comme étant des pentodes sont en fait des tétrodes à faisceau dirigé. Par exemple, bien que le tube de référence EL34 Mullard soit construit comme une pentode, beaucoup d'autres fabricants la produisent soit comme une « vraie » pentode, soit comme une tétrode à faisceau dirigé. Un autre exemple est le tube ECL82 produit par Philips/Mullard, défini selon la référence soit comme une triode et une pentode, soit comme une triode et une tétrode à faisceau dirigé.
Les tétrodes à faisceau dirigé les plus vendues sont sans doute les tubes de la série 'L6' (25L6, 35L6, et 50L6), ainsi que leurs versions miniatures 50B5 et 50C5 qui se trouvaient dans le million de récepteurs AM « All American Five » (five parce que 5 tubes dans le récepteur).

## Schéma
symbole et schéma  de principe de la tétrode à faisceau dirigé (d'après un document RCA)

## Caractéristiques
Utilisation de deux plaques comme grille d'arrêt (g3) à la place de la grille bobinée de la pentode. Ces tubes essaient de combiner les avantages de la triode avec ceux de la pentode. Ils présentent ainsi une sensibilité égale à celle de la pentode et une impédance de sortie relativement faible et proche de celle d'une triode. Ces caractéristiques en font un tube de choix dans de nombreux domaines, de l'amplification de puissance audio aux émetteurs de puissance à très haute fréquence.
Pour le dimensionnement des circuits, les équations utilisées sont les mêmes que pour la pentode.
Certains tubes comme l'EL34 sont réalisés comme une pentode par certains fabricants alors que d'autres les réalisent comme une tétrode à faisceau dirigé (sous la référence 6CA7). Il existe aussi une version spéciale de la EL34 (EL37) dont la grille écran est volontairement décalée, afin de produire un son riche en harmonique 3, caractéristique du « son Rock à lampes » de la guitare électrique. Il va sans dire que ce tube est totalement inadapté à la HiFi.

## Modèles courants
- 6550
- 6L6
- KT88
- KT66